# Opłata miejscowa
Opłata miejscowa (pot. opłata klimatyczna, lub opłata uzdrowiskowa) – opłata lokalna pobierana na podstawie przepisów ustawy o podatkach i opłatach lokalnych od osób fizycznych przebywających czasowo w celach wypoczynkowych, turystycznych lub szkoleniowych w miejscowościach o szczególnych walorach uzdrowiskowych, klimatycznych i krajobrazowych.
W Polsce pobiera się ją nad morzem m.in. w Gdańsku (2025: 3,31 zł), Kamieniu Pomorskim (2025: 6 zł), Kołobrzegu (2025: 6,35 zł), Mielnie (2025: 3,30 zł), Międzywodziu (2025: 3 zł), Międzyzdrojach (2025: 3,30 zł), Rewalu (2025: 3 zł), Sopocie (6,38 zł), Świnoujściu (2024: 6,38 zł) i Wolinie (2025: 3,30 zł). 
W rejonach górskich są to m.in. Białka- (2025: 2,50 zł) i Bukowina Tatrzańska (2025: 2,50 zł), Duszniki-Zdrój (od 2022: 4,50 zł), Jedlina-Zdrój (2025: 5 zł), Karpacz (2025: 3,30 zł), Kudowa-Zdrój (5 zł), Muszyna (6,30 zł), Piwniczna-Zdrój (2025:4,50 zł), Polanica-Zdrój (5 zł), Polańczyk (2025: 3 zł), Poronin (od 2022: 2 zł), Rabka-Zdrój (4,50 zł), Rymanów-Zdrój (3 zł), Solina (2025: 2 zł), Szczawnica (4 zł), Szklarska Poręba (2025: 3,30 zł), Ustrzyki Dolne (2025: 2 zł) i Górne (2025: 2 zł), Wisła (2025: 3 zł), Zakopane (od 2023 zł).